# Linia kolejowa Cegielnia – Sompolno
Linia kolejowa Cegielnia – Sompolno – rozebrana, jednotorowa, wąskotorowa linia kolejowa o długości 24 km, będąca odgałęzieniem linii Jabłonka Słupecka – Wilczyn w kierunku stacji Sompolno.
Linię wybudowano około 1920 roku jako odgałęzienie linii Jabłonka Słupecka – Wilczyn w celu połączenia się z Sompolińską i Kujawską Koleją Dojazdową. Trasa powstała jako jednotorowa linia wąskotorowa o rozstawie szyn 600 mm. W latach 50. rozstaw szyn poszerzono do 750 mm i tak pozostało do końca jej istnienia. Już około roku 1985, w związku z powstaniem odkrywki Jóźwin IIA KWB Konin, zlikwidowano stację Cegielnia, budując jednocześnie łącznik pozostałej części linii z Anastazewem. Linia przetrwała do około 2001 roku, kiedy to zawieszono regularne połączenia w całym regionie. W 2012 roku linię poddano całkowitej fizycznej likwidacji.